# Avión de enlace

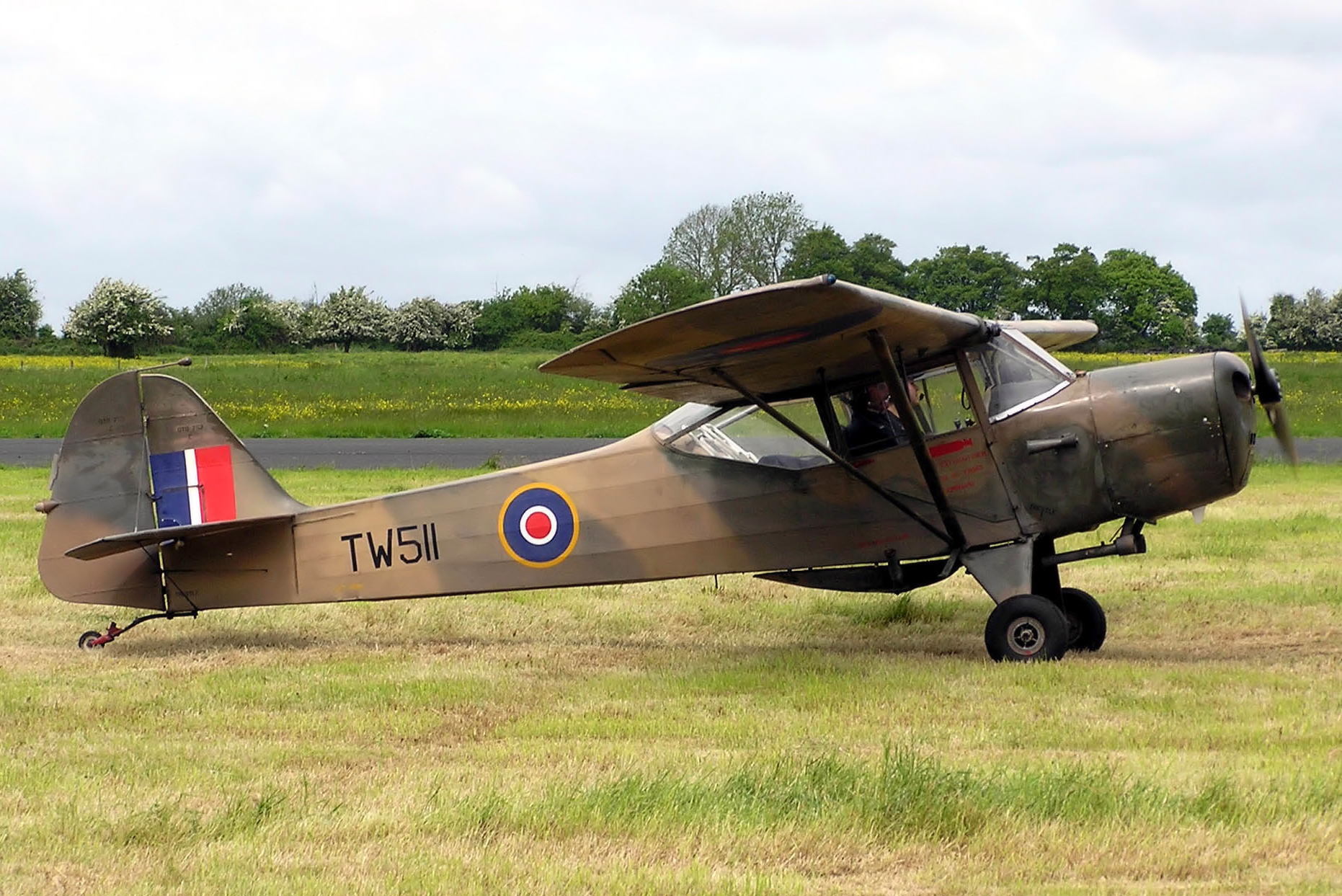
Avión de enlace Taylorcraft Auster 5 de 1957.

Un avión de enlace es un tipo de avión pequeño, normalmente desarmado, desarrollado antes de la Segunda Guerra Mundial y principalmente usado por las fuerzas militares para observación de artillería o transporte de comandantes y mensajeros. Estos aviones también eran usados para reconocimiento del campo de batalla, evacuación médica, control, entrega de cargas ligeras, y labores similares. Capaces de operar desde aeródromos improvisados bajo malas condiciones, con capacidades de despegue y aterrizaje cortos (STOL), la mayoría de los aviones de enlace fueron desarrollados, o usados posteriormente, como aviones ligeros de aviación general. Tanto aviones como helicópteros pueden realizar tareas de enlace.

## Aviones de enlace por país

### Alemania
- Fieseler Fi 156 Storch
- Messerschmitt Bf 108 Taifun

### Estados Unidos

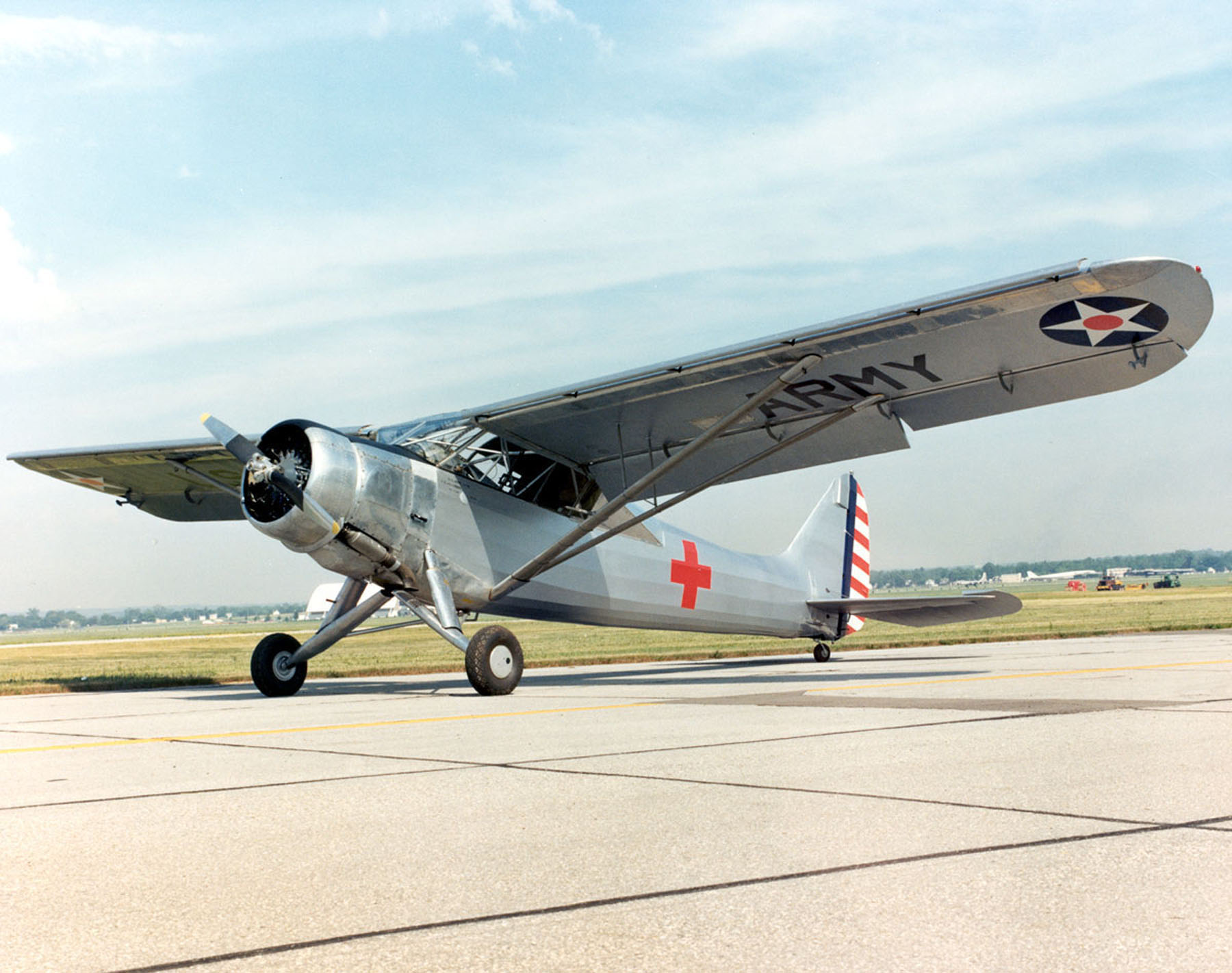
Vultee L-1A.

- Cessna O-1 Bird Dog
- Vultee L-1 Vigilant
- Taylorcraft L-2 Grasshopper
- Aeronca L-3 Grasshopper
- Stinson L-5 Sentinel
- Interstate L-6 Cadet
- North American / Ryan L-17 Navion

### Francia
- Morane-Saulnier MS-500

### Polonia
- Lublin R-XIII
- PZL Ł.2

### Reino Unido
- Westland Lysander
- Taylorcraft Auster AOP

### Unión Soviética
- Polikarpov Po-2
- Mikoyan-Gurevich MiG-8